# Заиде Сали
Заиде Сали (Брест, 17. мај 1902 — Арачиново, 24. децембар 2011) била је македонска стогодишњакиња која је једна од најстаријих људи у Македонији икад.

## Биографија
Живела је у селу Арачиново у Македонији, где и умрла. Имала је осморо деце. Имала је добар вид и слух и у старости. Била је јако здрава особа. Никада није попила ни једну таблету, а није ни примала вакцине. Такође је изјавила како никад није била код доктора, али га је први пут посетила у зиму 2010. године. Целог је живота јела млечне производе и пила млеко. Највише је јела лука. По националности била је Албанка. Током старости имала је јако пуно потомака. И када је напунила 109 година, још увек је могла добро и без проблема да хода. Једино се жалила на бол у колену.